# Hermann Adalbert Daniel

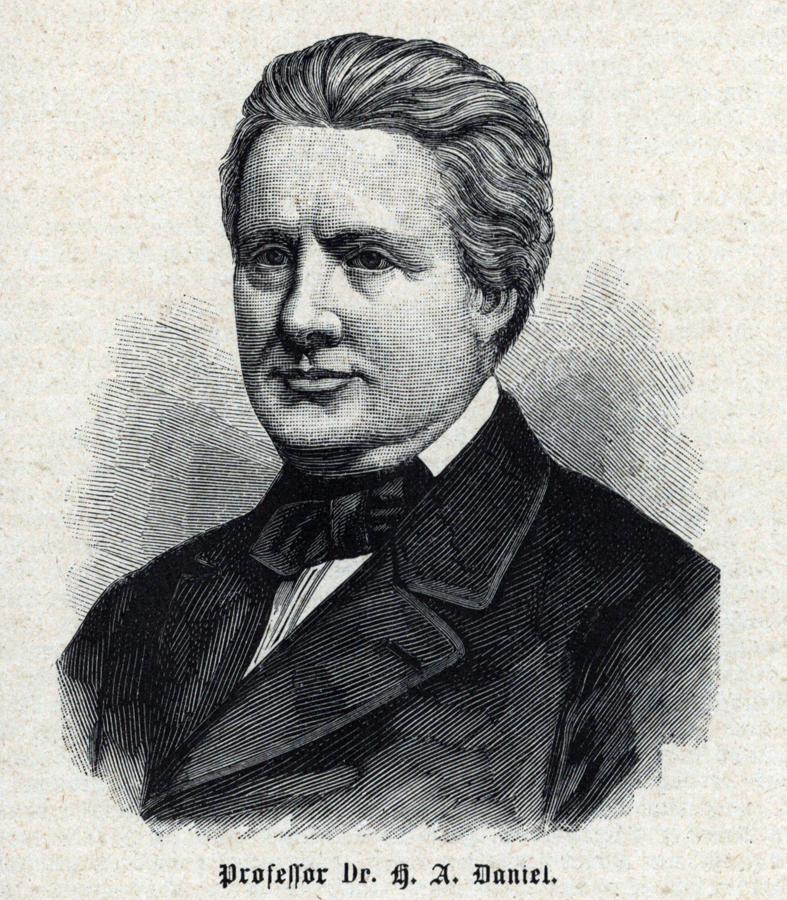
Hermann Adalbert Daniel

Hermann Adalbert Daniel (* 18. November 1812 in Köthen (Anhalt); † 13. September 1871 in Leipzig) war ein deutscher geographischer Schriftsteller und Hymnologe.

## Leben
Hermann Adalbert Daniel studierte 1830–1834 in Halle (Saale) Theologie, wirkte dann lange Jahre als Professor am dortigen Königlichen Pädagogium der Franckeschen Stiftungen und starb am 13. September 1871 in Leipzig, wohin er sich, nach Niederlegung seines Lehramtes im Jahre 1870, zurückgezogen hatte.
Daniels großes und bleibendes Verdienst ist es, der Geographie, die er im Sinn Carl Ritters behandelte, durch anschauliche Darstellungsweise in seinen Lehrbüchern allgemeine Anerkennung gefunden zu haben.
Schon 1844 veröffentlichte er ein „Lehrbuch der Geographie für höhere Unterrichtsanstalten“ (64. Aufl. 1885), gesellte diesem einen „Leitfaden“ für niedere Lehranstalten bei (151. Aufl. 1885) und legte die Summe seiner Kenntnisse in seinem „Handbuch der Geographie“ (Leipzig 1859–63, 3 Tle.; 5. Aufl. 1880–83, 4 Bde.) nieder, von dem ein Auszug 1877 in dritter Auflage (Kleineres Handbuch der Geographie) sowie 1883 in vierter Auflage (daneben illustrierte Ausgabe in 2 Bdn.) erschien.  Otto Delitsch gab sein „Handbuch der Geographie“ in neuer Bearbeitung heraus.
Alle diese Werke sind in mehrere Sprachen, sogar ins Spanische und Neugriechische, übersetzt worden.
Auf theologischem Gebiet hat er sich als Hymnologe durch die Werke „Thesaurus hymnologicus“ (Halle 1841–56, 5 Bde.) und „Codex liturgicus ecclesiae universae in epitomen redactus“ (Halle 1847–53, 4 Bde.) verdient gemacht.

## Werke
- Thesaurus hymnologicus sive hymnorum canticorum sequentiarum circa annum MD usitatarum collectio amplissima. 5 Bände. Leipzig 1841–56; Nachdruck: 2 Bände. Olms, Hildesheim 1973, ISBN 3-487-04912-0.
  - T. 1: Hymnos continens. 1841 (Digitalisat der 2. Auflage 1855; Digitalisat der Ausgabe 1862).
  - T. 2: Sequentiae. Cantica. Antiphonae. 1844 (Digitalisat; Digitalisat der 2. Auflage 1855).
  - T. 3: I. Delectus carminum ecclesiae Graecae curante Reinholdo Vormbaum. II. Carmina Syriacae ecclesiae curante Ludovico Splieth. III. Paralipomena ad Tomum primum et secundum. 1846 (Digitalisat).
  - T. 4: Supplementa ad Tomum Primum. 1855 (Digitalisat).
  - T. 5: Supplementa ad Sequentiarum … Indices. 1856 (Digitalisat).
- Handbuch der Geographie.
  - Th. 1: Allgemeine Geographie. Die außereuropäischen Erdtheile. Frankfurt am Main 1859 (Digitalisat); 2. Auflage, Leipzig 1866 (Google); 4. Auflage, Leipzig 1874 (Google).
  - Th. 2: Die europäischen Länder außer Deutschland. Frankfurt am Main 1860 (Digitalisat); 2. Auflage, Leipzig 1866 (Google); 4. Auflage, Leipzig 1875 (Google).
  - Th. 3: Deutschland nach seinen physischen und politischen Verhältnissen. Stuttgart 1863 (Digitalisat: 1, 2).
  - Th. 3: Deutschland. Physische Geographie. 2. Auflage. Leipzig 1867 (Google).
  - Th. 4: Deutschland. Politische Geographie. 2. Auflage. Leipzig 1868; 4. Auflage, Leipzig 1874 (Google).